# Jan David Simon, 3. Viscount Simon

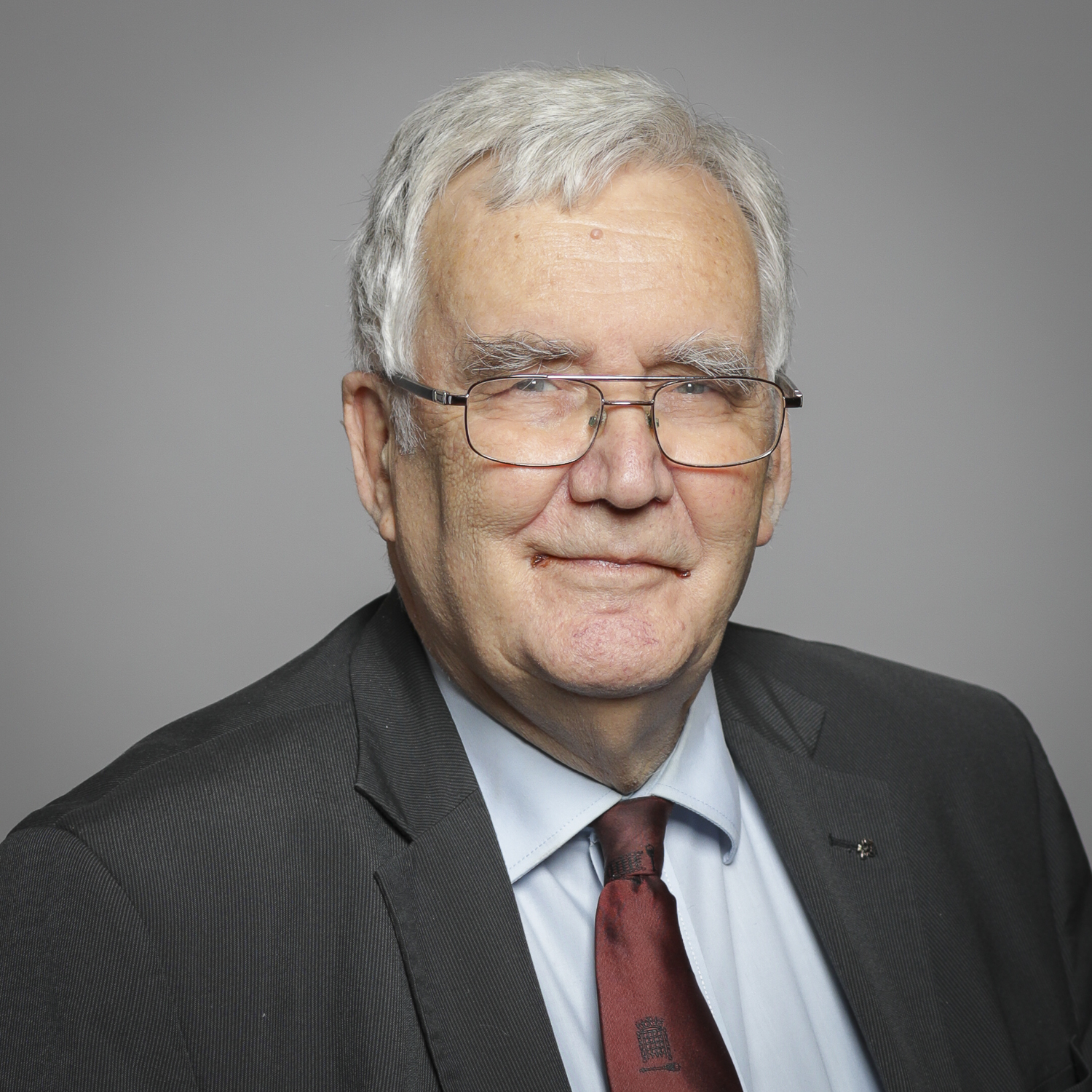
Jan David Simon, 3. Viscount Simon

Jan David Simon, 3. Viscount Simon (* 20. Juli 1940; † 15. August 2021) war ein britischer Peer und Politiker (Labour).  

## Leben und Karriere
Jan David Simon wurde am 20. Juli 1940 als Sohn von John Simon, 2. Viscount Simon, geboren und erbte am 5. Dezember 1993 den Titel des Viscount Simon. Seinen Sitz im House of Lords behielt er auch nach Inkrafttreten des House of Lords Act 1999, da er von den Erbadeligen gewählt wurde. Ab 1998 war er Deputy Chairman of Committees, und ab 1999 war er stellvertretender Sprecher (Speaker) des Hauses. 
Er war der stellvertretende Vorsitzende der folgenden Gruppen: 
- Astronomy Group, ab 2000,
- Transport Safety Group, ab 2005,
- European Secure Vehicle Alliance Group, ab 2006,
- Road Safety Group, ab 2007

Ab 1999 war er Mitglied im Stiftungsvorstand der Guild of Experienced Motorists sowie der Road Safety Charity. Ein Jahr später wurde er Präsident der Driving Instructors Association.
Mit Mary Elizabeth Burns war er ab 1969 verheiratet. Sie hatten zusammen eine Tochter. Mit dem Tod des Viscounts am 15. August 2021 erlosch der Titel des Viscount Simon, da es keinen männlichen Erben gab.